# Confessionnal

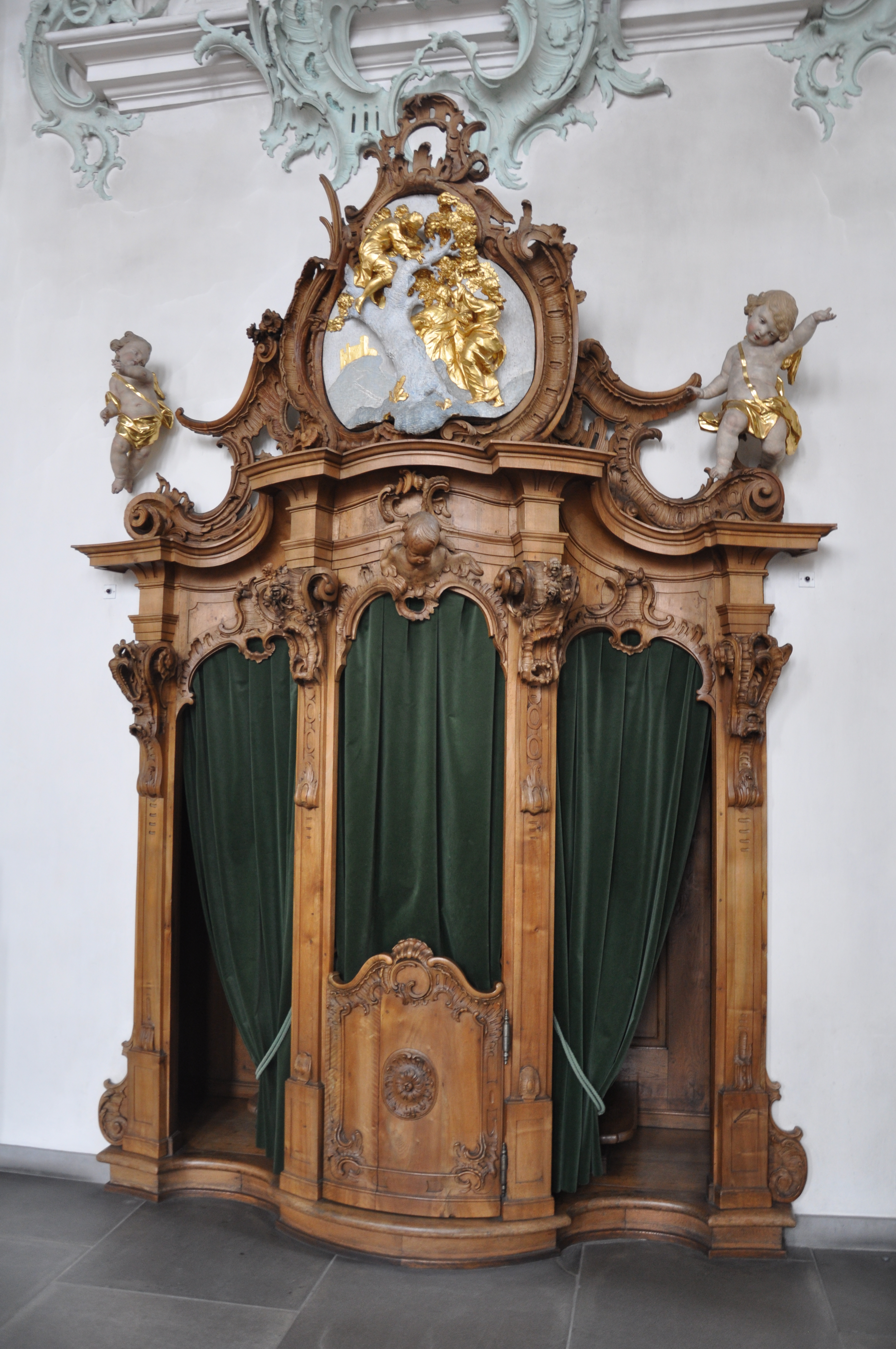
Un confessionnal de l'abbatiale de Saint-Gall en Suisse réalisé par Joseph Anton Feuchtmayer.

Un confessionnal est un isoloir clos, disposé sous forme décorative[pas clair] dans les églises catholiques afin que le confesseur, un prêtre, y entende derrière un grillage le pénitent « à confesse ».
Une session sur le sacrement de pénitence promeut son usage pour la première fois durant la Contre-Réforme. C'est sous l’impulsion du cardinal italien Charles Borromée que le confessionnal est apparu au XVIe siècle, à la suite du concile de Trente.

## Définition
Le site du Centre national de ressources textuelles et lexicales présente le confessionnal comme un « isoloir destiné aux confessions dans une église » et celui de la Conférence des évêques de France comme un « lieu ou meuble où le prêtre entend, à la lumière de la Parole de Dieu, la confession du pénitent et lui donne l’absolution. On tend aujourd’hui, en beaucoup d’endroits, à choisir un lieu plus propice au dialogue entre le prêtre et le pénitent pour la célébration de ce sacrement. ».

## Histoire

### Évolution de la confession
Au IIIe siècle, la confession est publique, unique dans la vie et réservée aux péchés graves ou à l’apostasie. Celle-ci évolue au cours des VIe et VIIe siècles, sous l’influence des moines irlandais. Le prêtre entend la personne en privé et donne une « pénitence » proportionnée à la faute. Désormais le croyant se confesse alors plusieurs fois dans une vie.
À compter du quatrième concile de Latran en 1215, organisé sous l’égide du pape Innocent III, le principe évolue de nouveau : la confession doit avoir lieu chaque année, en relation avec la communion pascale, d’où l’expression « faire ses pâques ».

### Création du confessionnal

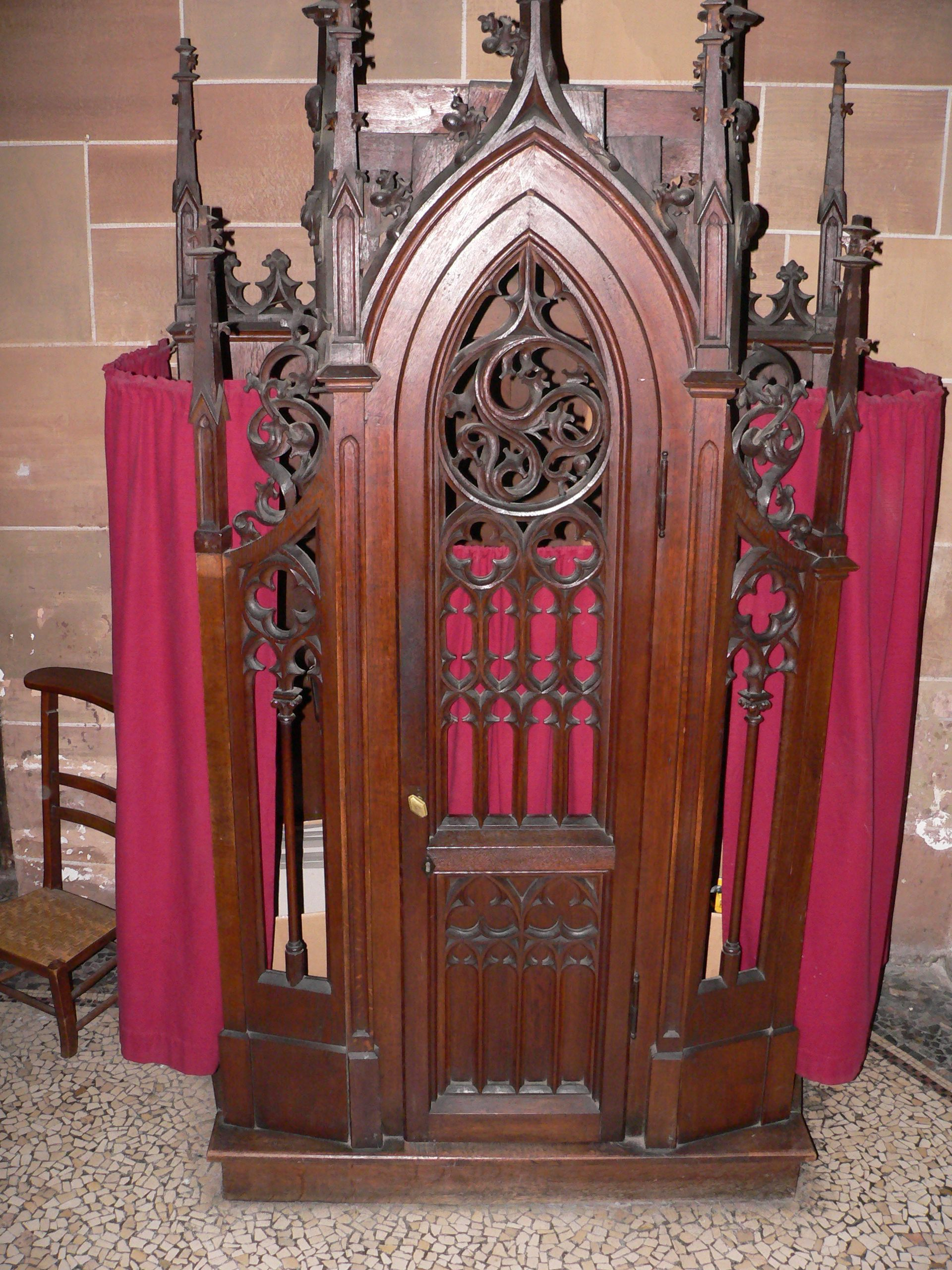
Confessionnal à Thann en France de style néo-gothique : niches ajourées d'un réseau gothique, ornées de rinceaux, de pinacles et de gâbles en accolade.

Le concile de Trente de 1545, convoqué par le pape Paul III, réaffirme la nécessité de se confesser de ses péchés au moins une fois par an. Le confessionnal garantissant l’anonymat du pénitent commence à se répandre.
La forme actuelle du confessionnal est traditionnellement attribuée à Charles Borromée (1538-1584), cardinal-archevêque de Milan à partir de 1560, qui en recommanda l’usage au premier concile du même lieu en 1565. De la province de Milan, l’obligation du confessionnal passera vite en d’autres pays, notamment en France, à la suite des conciles d’Aix-en-Provence (1585) et de Toulouse (1590), ainsi que dans tous les territoires de mission.
Au XXIe siècle, l'encouragement de la confession est toujours aussi présent à Rome, comme en ont témoigné le jubilé de la Miséricorde, organisé par le pape François et l'initiative des 24 heures pour le Seigneur, qui a lieu chaque année pour le Dimanche de Laetare pendant le Carême.

## Description
Traditionnellement, en France, ce mobilier liturgique (la plupart du temps confectionné en bois) se compose d’une loge centrale, munie d’une porte, permettant au prêtre d'y accéder, ainsi que de deux compartiments, placés de chaque côté de la loge, pour y accueillir les pénitents, compartiments qui sont garnis d’un agenouilloir, d’une tablette et généralement fermés par un rideau. Historiquement, dans les autres nations européennes catholiques (notamment l'Espagne ou la Belgique) ce mobilier est nettement plus dépouillé et le prêtre reste à découvert.
Le religieux et le pénitent sont séparés par une grille ou un grillage permettant ainsi des échanges verbaux après que le prêtre a ouvert le portillon positionné derrière ce grillage.
Toutefois, le type et la présentation de ce mobilier est différent et a su évoluer selon les époques et les lieux

### Confessionnaux traditionnels

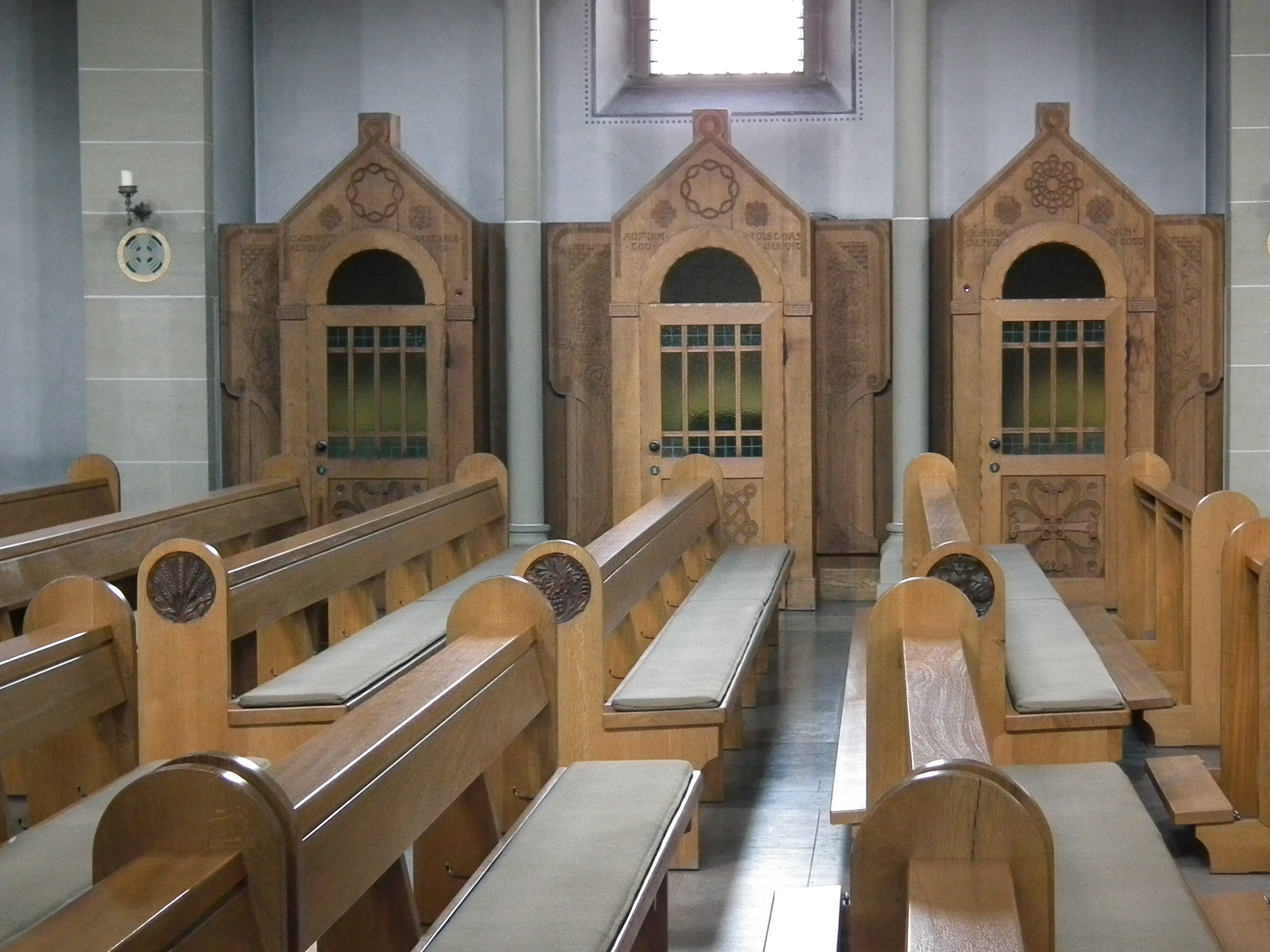
Confessionnaux dans l'église catholique de St.-Sebastian à Ketsch dans le Bade-Wurtemberg en Allemagne.

Dans sa fonction traditionnelle, le confessionnal est divisé en trois compartiments séparés : le prêtre s'assoit habituellement dans le compartiment central muni d'une porte centrale ou d'un rideau, tandis que les pénitents prennent place dans ceux qui se trouvent de part et d'autre (loges latérales ouvertes ou fermées). Le prêtre et le pénitent se parlent à travers un grillage auquel est occasionnellement fixé un crucifix. Le confesseur a la possibilité d'écranter l'un des grillages, afin de lui permettre de ne confesser qu'une seule personne à la fois. Les conversations sont habituellement murmurées. Il est muni d'un siège et de deux petits bancs pour s'agenouiller.
Un confessionnal peut être soit directement inclus dans un des murs de l'église (auquel cas il est muni de portes), soit une structure indépendante dans laquelle le pénitent (et parfois le prêtre) est dissimulé par des rideaux au reste de l'église.
Il est particulièrement enrichi de décorations dans les Pays-Bas catholiques avec un sculpteur flamand comme Hendrik Frans Verbruggen.

### Confessionnaux modernes
Après le IIe concile œcuménique du Vatican, la Confession a été révisée afin d'exprimer plus clairement à la fois sa nature et son effet (Sacrosanctum Concilium, 72). Pour faciliter cela, les confessions en face-à-face furent autorisées. Pour accommoder cette nouvelle forme de ce sacrement, de nombreux confessionnaux ne comprennent aujourd'hui qu'une seule pièce. Un écran permet au pénitent de se confesser à genoux de façon anonyme s'il le désire, et une chaise lui permet de faire face au prêtre si telle est sa préférence. Certains confessionnaux proposent également une chaise placée de telle manière que le pénitent puisse se confesser anonymement.
L'écran peut aller du simple rideau au pan de mur dans lequel est insérée une grille. Parfois, le pénitent peut être capable de voir le prêtre à travers l'écran, mais ce contact reste monodirectionnel (celui qui va à confesse n'est jamais vu par son confesseur). Dans le compartiment du confessé, on trouve occasionnellement des informations pratiques et autres prières relatives au sacrement. De nombreux confessionnaux modernes, et parfois même quelques confessionnaux traditionnels, sont munis de deux voyants lumineux à l'extérieur. Un voyant vert pour indiquer qu'un prêtre est dans le confessionnal et disponible pour une confession, et un voyant rouge indiquant que ce dernier est déjà occupé avec un pénitent. Tacitement, ce voyant indique aussi aux pratiquants désirant aller à confesse qu'il leur faut prendre quelque distance vis-à-vis du confessionnal, afin de préserver l'intimité de la confession. À ce titre, s'il est parfois nécessaire de passer devant un confessionnal, il est considéré comme poli de se couvrir les oreilles avec les mains, afin de respecter l'aspect privé des échanges entre le confesseur et le confessé, que le confessionnal soit occupé ou non.

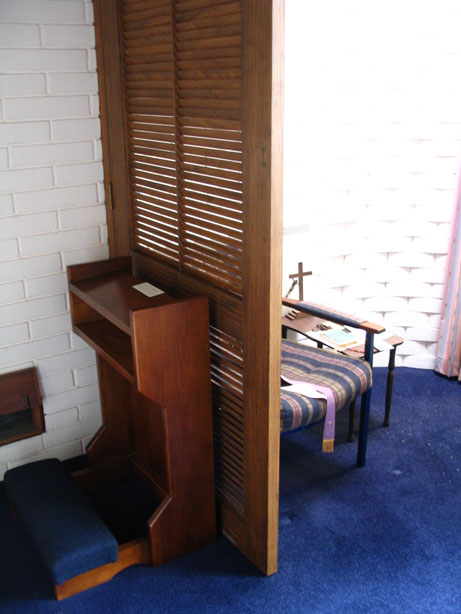
Un confessionnal moderne en Nouvelle-Zélande. Le pénitent peut soit s'agenouiller derrière la persienne, soit s'asseoir sur une chaise faisant face au prêtre.
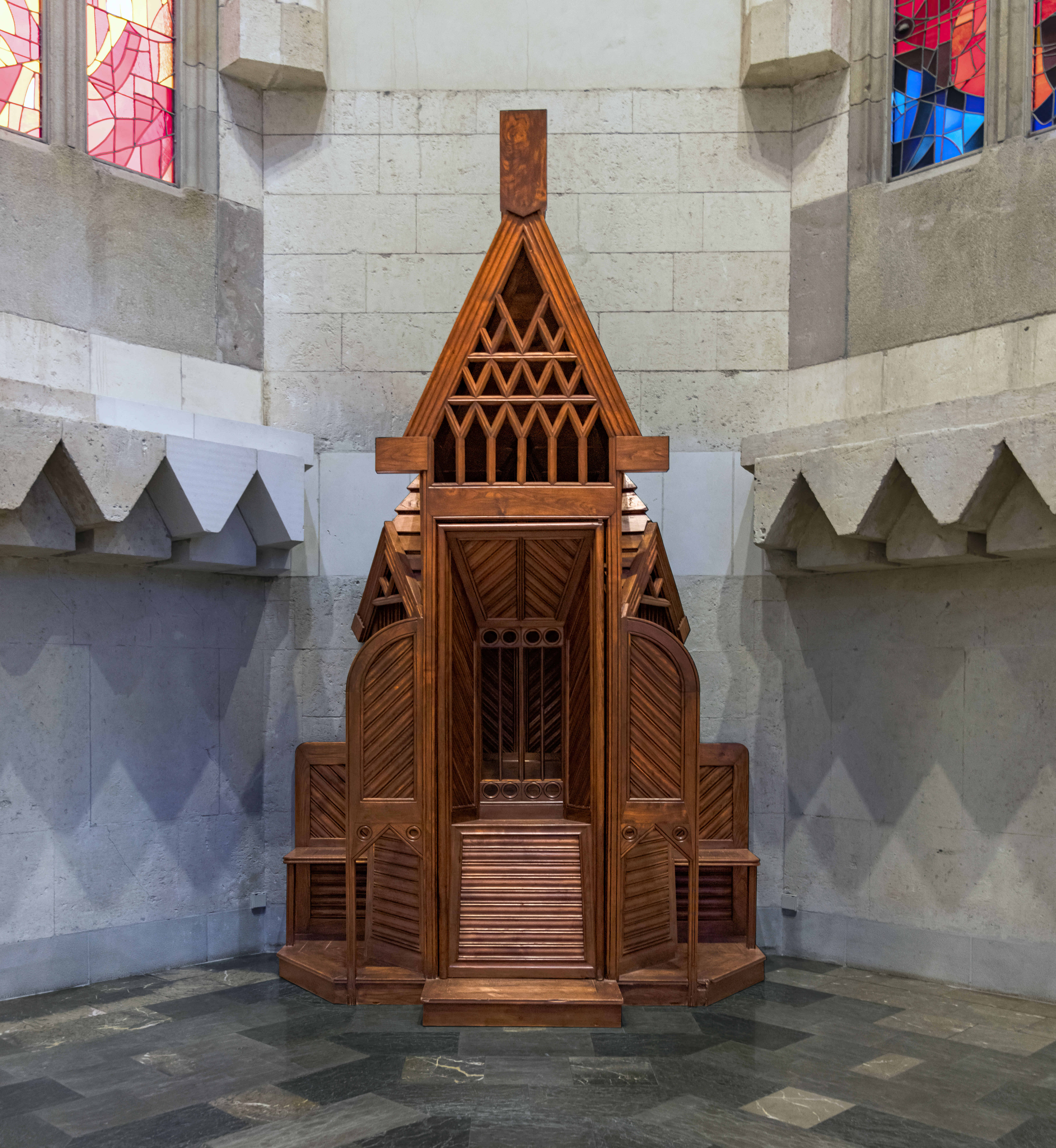
Confessionnal par Antoni Gaudí.
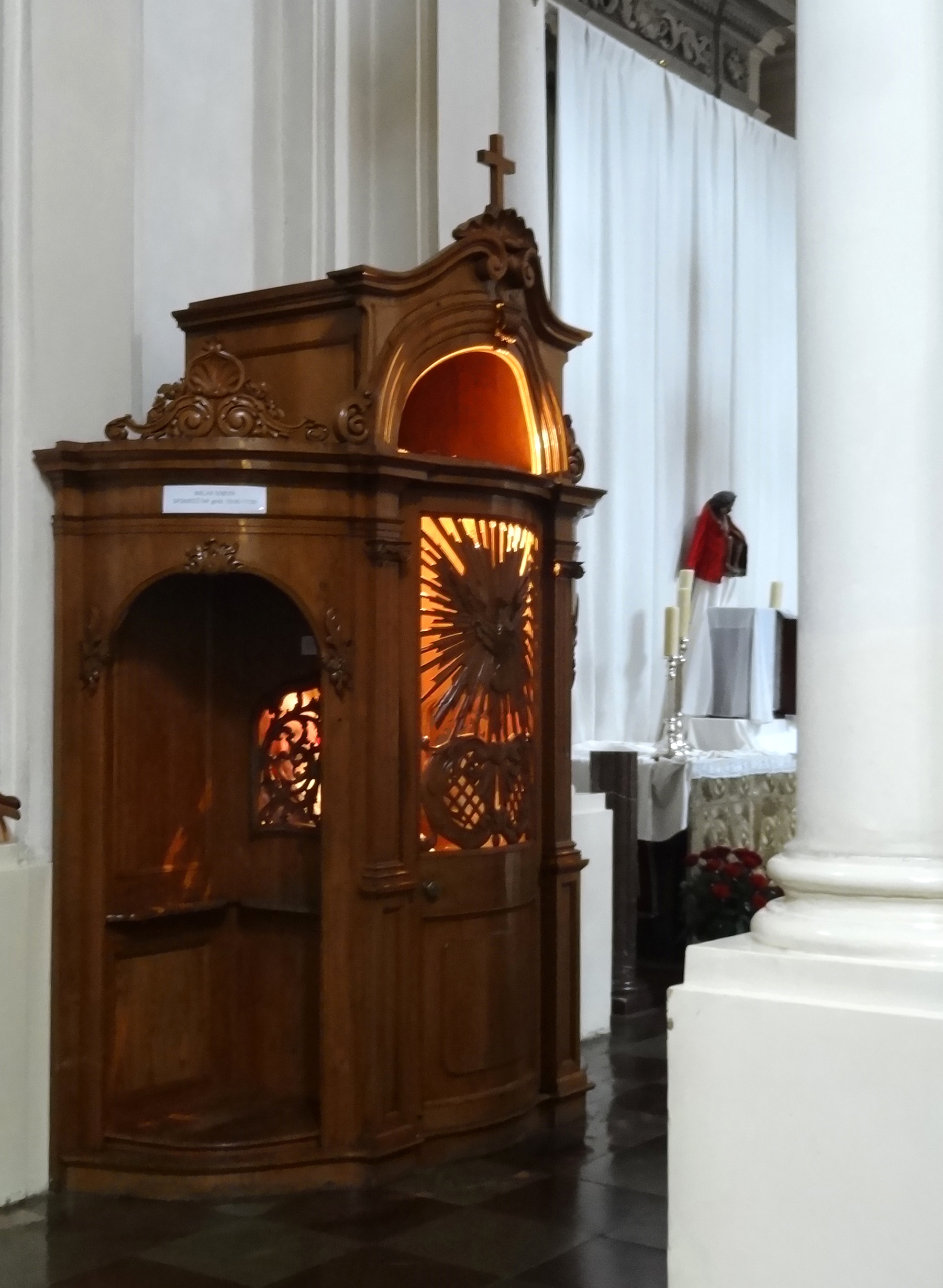
Un confessionnel en bois à Varsovie avec la lumière allumée, indiquant que le prêtre est à l'intérieur prêt à entendre des confessions.

## Évocation dans la culture populaire

### Dans la littérature
Certains romans de la littérature francophone présentent le terme de « confessionnal » dans leurs titres, mais ce terme peut également être évoqué au travers d'un récit où ce mobilier tient une place importante, voire prépondérante. Toutefois si le roman de l'écrivain belge Georges Simenon, paru en 1966, se dénomme Le confessionnal, seul titre dans la littérature à utiliser ce mot comme titre unique, c'est sa référence (ou sa fonction dans un sens large) qui est relatée dans ce récit mais non l'usage religieux de celui-ci.
L'Italien ou le Confessionnal des pénitents noirs  ( en anglais, The Italian, or the Confessional of the Black Penitents)  est un roman gothique de l'écrivain britannique Ann Radcliffe publié en 1797 et traduit en français la même année.

### Dans la peinture
De nombreux tableaux représentent un confessionnal avec généralement la présence des deux personnages principaux, le prêtre et son pénitent. 
On peut retenir notamment, la confession de l'artiste italien Pietro Longhi (1701 - 1785), la confessione de l'artiste italien Giuseppe Molteni (1800–1867), Intérieur d'une église avec femme en confession de l'artiste autrichien Ludwig Passini (1832 - 1903), la pécheresse ("the sinner") de l'artiste anglais John Collier (1850 - 1934), confessional, Toledo de l'artiste belge Félicien Rops  (1833–1898).

Quelques représentations d'un confessionnal en peinture et en gravure
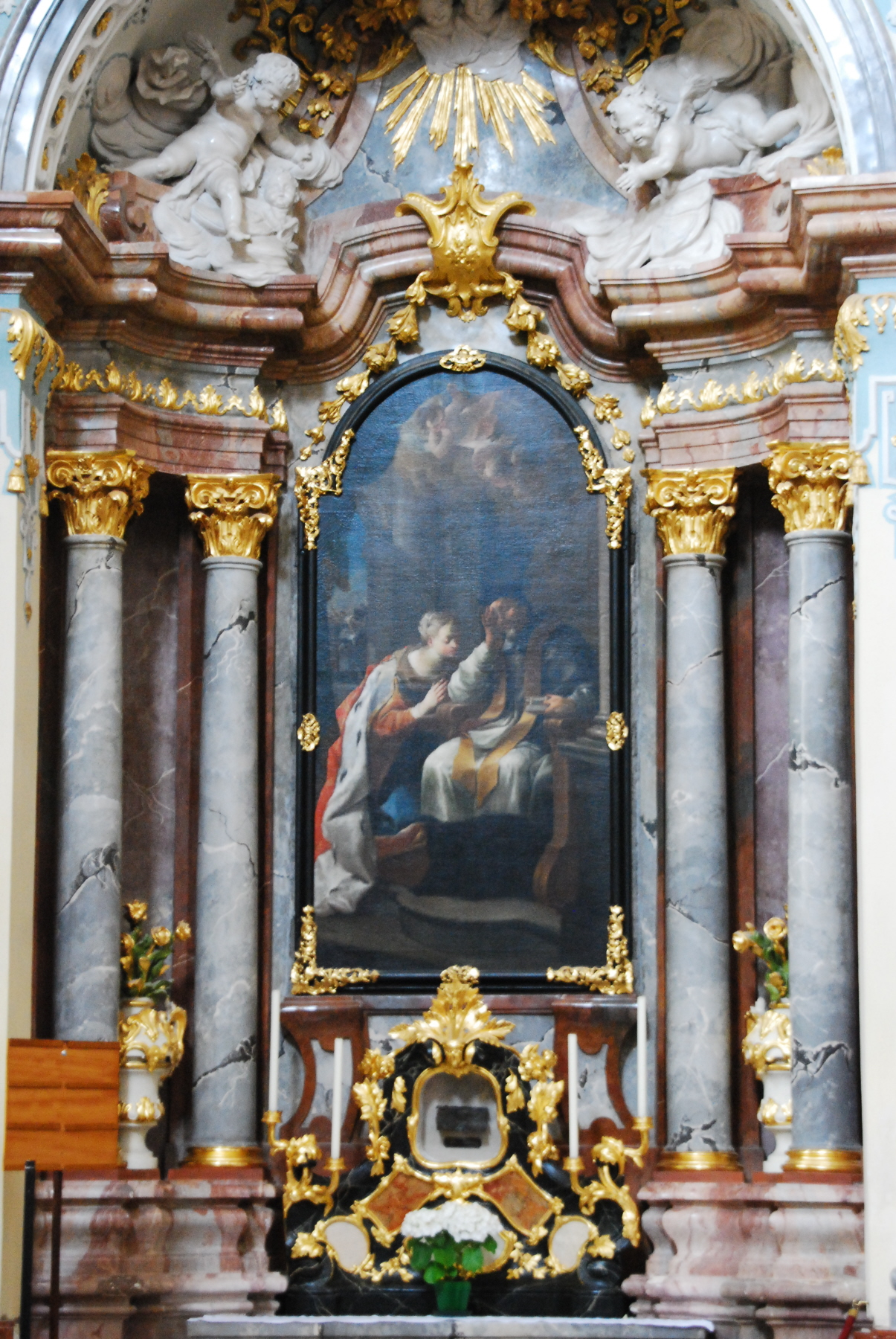
Confession de la reine Sophie (collégiale d'Altenburg)
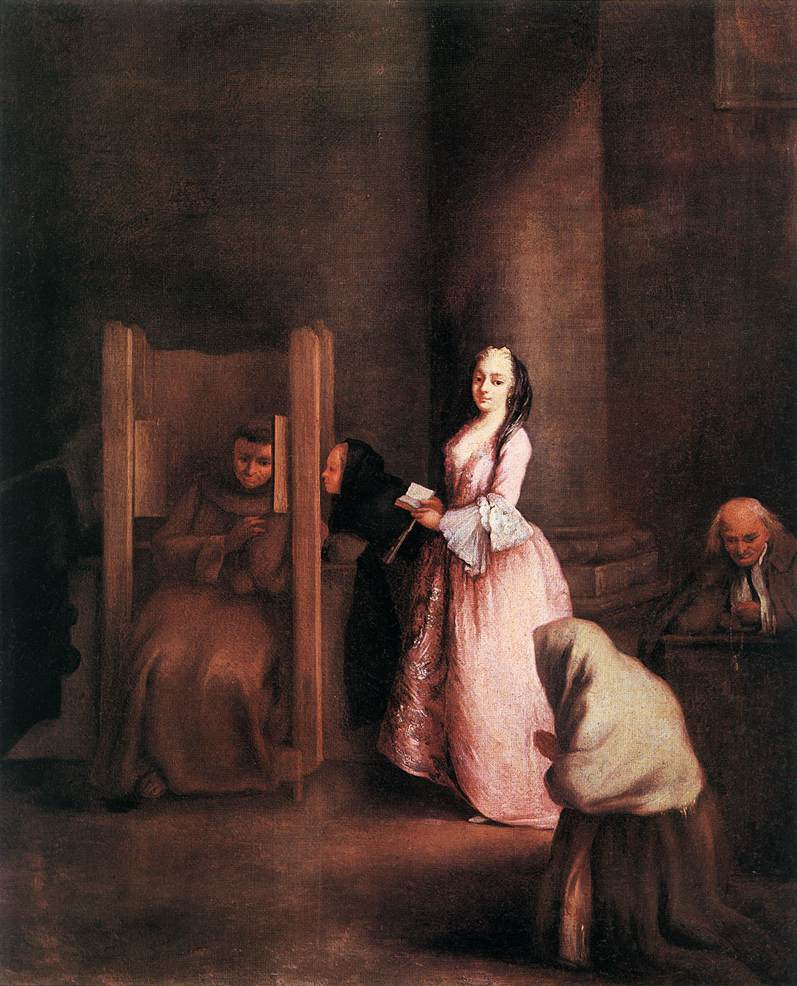
La confessione (Longhi)
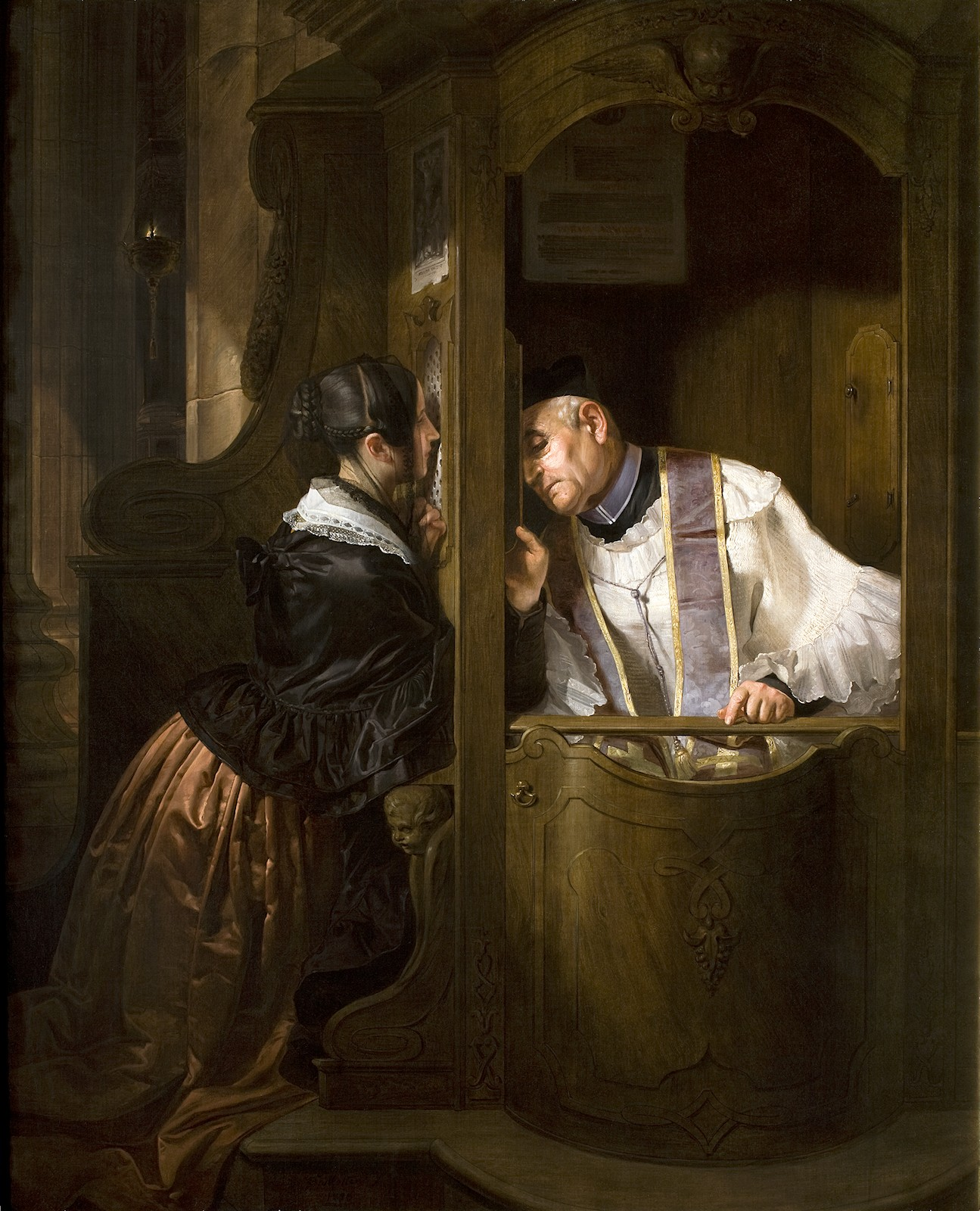
La confessione (Molteni)
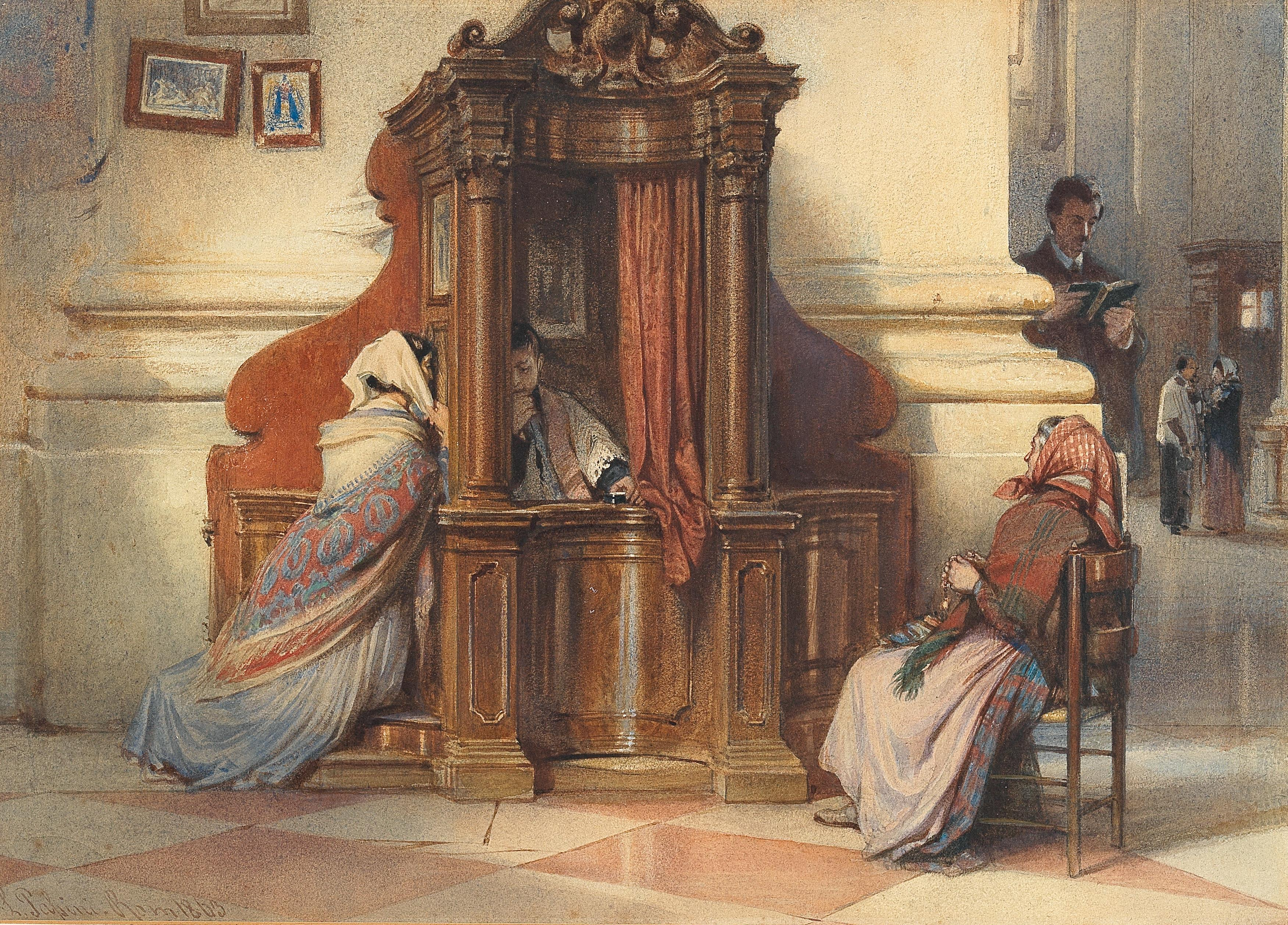
Intérieur d'une église avec femme en confession (Passini)
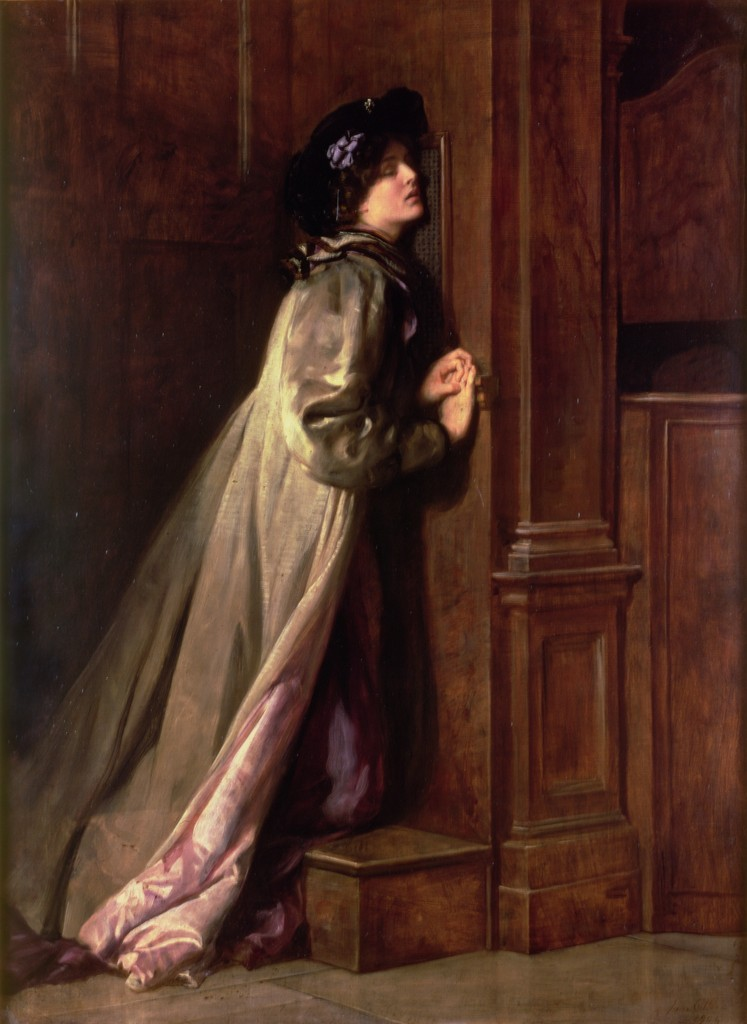
The sinner (Collier)
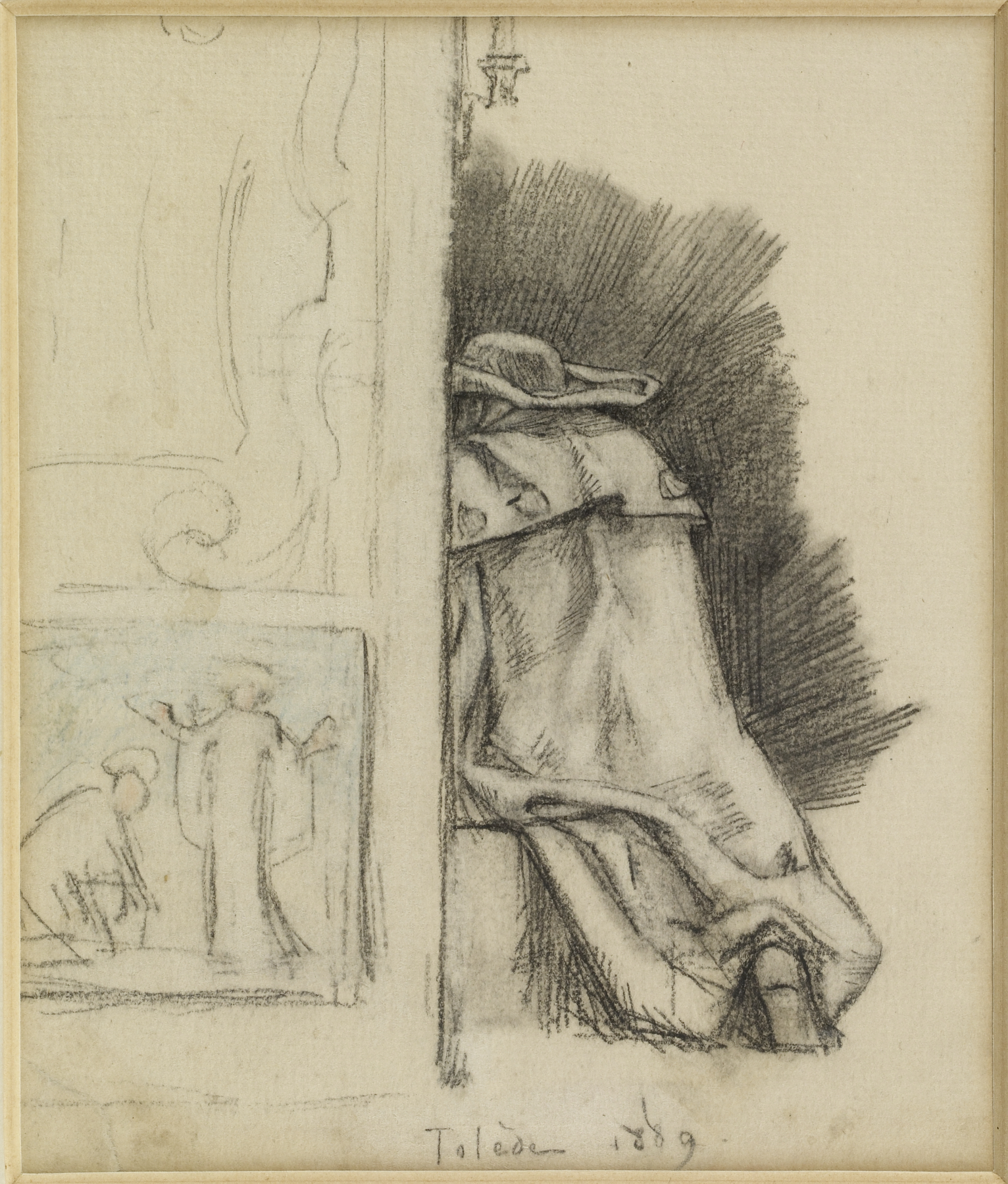
Confessional, Toledo (Rops)
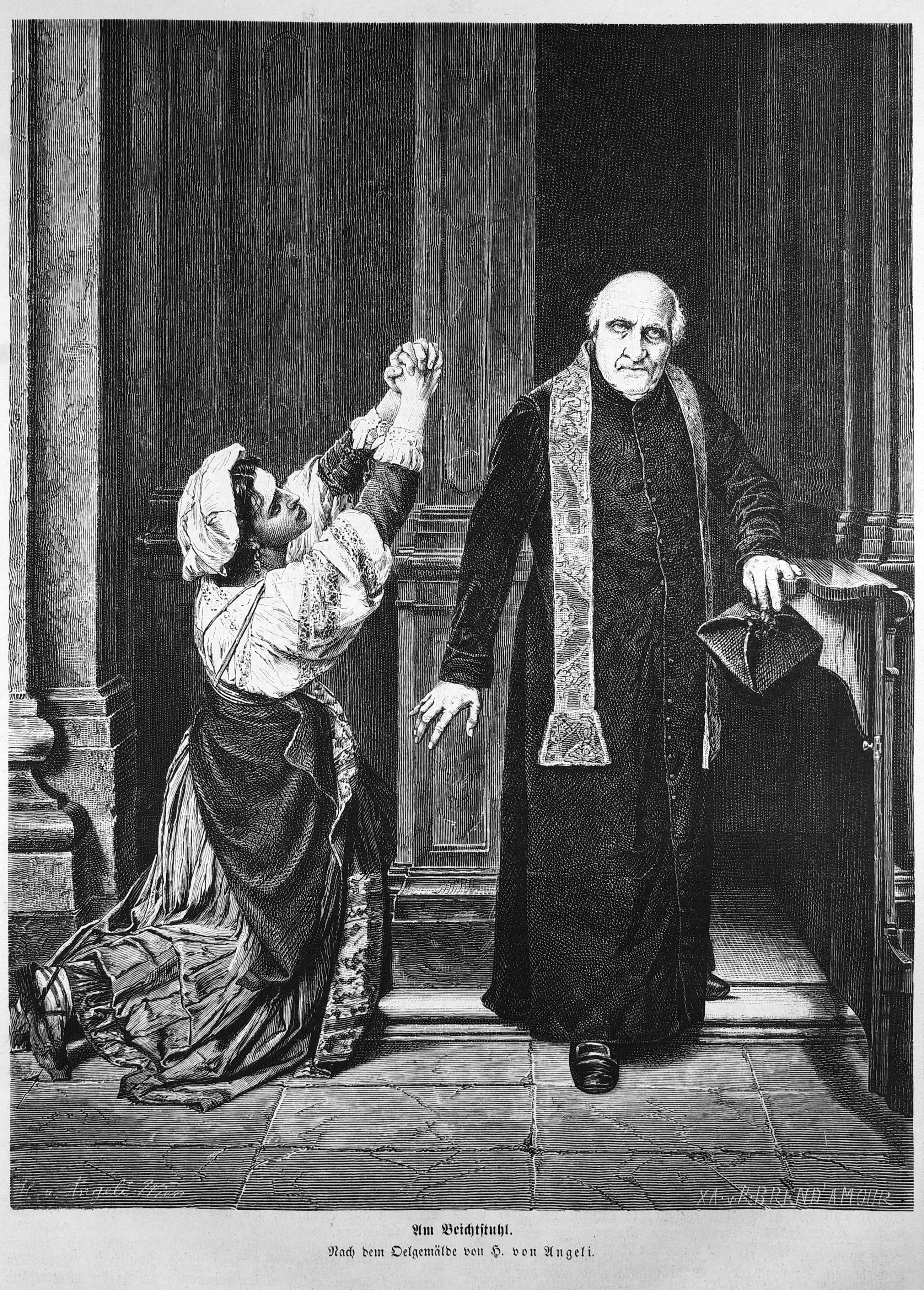
Die Gartenlaube (Ernst Keil)
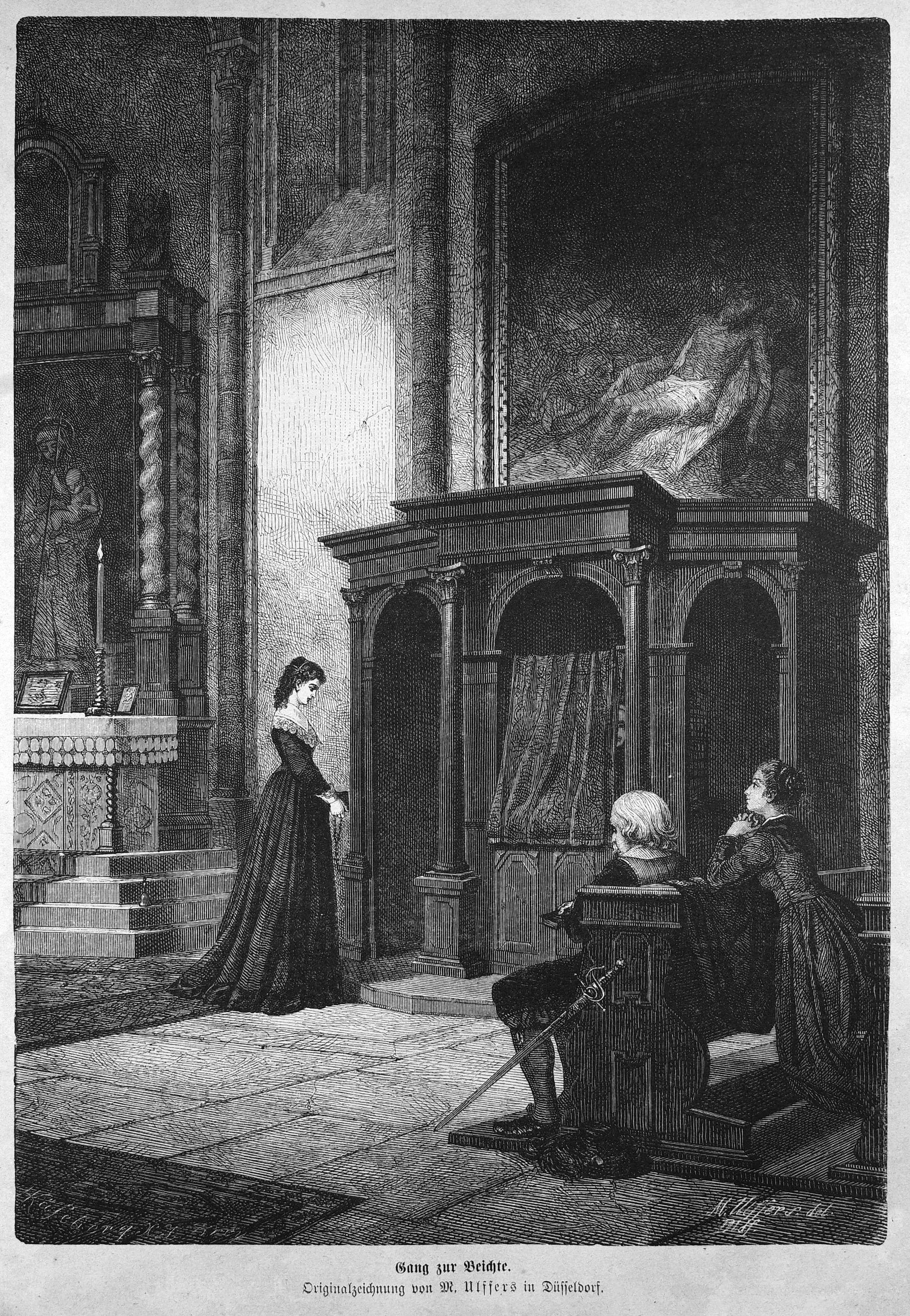
Die Gartenlaube (Ernst Keil)

### Au cinéma
- La Loi du silence (en anglais, « I Confess ») est un film américain réalisé par Alfred Hitchcock, sorti en 1953 dans lequel un prêtre, tenu par le secret de la confession, se voit soupçonné d'un meurtre. Un confessionnal apparaît dès le début du film.

- Le Confessionnal est un film dramatique québécois réalisé par Robert Lepage, sorti en 1995 qui fait ouvertement référence au film précédent.

- Dans le film de Claude Autant-Lara ,  l'Auberge rouge, le confessionnal est symbolisé par une simple grille à châtaigne, le rôle du confesseur (Le Moine) étant tenu par Fernandel et la pénitente par Françoise Rosay (Mme Martin), le dialogue de ce passage est signé Jean Aurenche[9]:

« Mme Martin. — Bah qu’est-ce qu’il vous faut ?
Le Moine. — Et ben, il me faut un confessionnal, ou tout au moins, une grille…
Mme Martin. — Une grille ?
Le Moine. — Ben il faut pas qu’on se voie tous les deux !
Mme Martin. — Pourquoi ?
Le Moine. — Pourquoi, pourquoi ! Toujours des questions ! Je me le demande pas, moi qui suis moine ! Je suppose que c’est parce qu’il ne faut pas qu’on sache à qui on a affaire…
Mme Martin. — Bah vous le savez bien que c’est à moi que vous avez affaire…
Le Moine. — Ben, dès qu’il y aura la grille, je le saurai plus !
Mme Martin. — (Elle se lève tout à coup.) Ah, bon !
Le Moine. — Mais dites, ça a l’air d’aller beaucoup mieux…
Mme Martin. — (à la cantonade.) Fétiche ! Monte-moi le petit grill à châtaignes ! (au moine.) Je pense que ça suffira. »

### À la télévision
Dans l'émission française de télé réalité Secret Story, diffusée sur TF1, le « confessionnal » est un lieu où face caméra, « les candidats répondent aux questions de la voix ou de la production et font part de leur ressenti ». Contrairement au dispositif catholique, dans lequel le prêtre ne regarde pas le pénitent, les candidats sont montrés frontalement.

### Dans la musique et la chanson
The Confessional est un mixtape du rappeur américain Bishop Lamont.

### Articles externes
- Dans le secret du confessionnal par Jean Mercier, journal La Vie.